# George Iglesias
Jorge Luis Ricardo Larrabure Iglesias (Lima, 19 de abril de 1979), más conocido como George Iglesias o simplemente George, es un ilusionista, inventor, presentador de televisión, empresario y actor peruano. Es conocido por crear efectos de magia para diversos artistas y participar en programas de televisión.
Jorge utiliza su segundo apellido en su seudónimo, en vez del primero, para facilitar la pronunciación entre el público anglosajón.
Entre sus creaciones de trucos de magia, destacan "The Magic Popcorn Machine", "Cup Zero", "Food to Go" y "Dollar to Credit Card". Algunos de ellos fueron ejecutados por otros ilusionistas como David Copperfield, Penn & Teller, Dynamo, Jeff McBride, Kevin James, Cyril Takayama, Lu Chen, entre otros.
[cita requerida]

## Trayectoria
Jorge Luis Ricardo Larrabure Iglesias nació en Lima, el 19 de abril de 1979. Es hijo de José Larrabure y Pilar Iglesias, siendo el último de cinco hermanos. Aprendió el arte del ilusionismo a los 14 años, con el maestro Jorge Lam. A los 15 años, dio su primer espectáculo de magia en el pabellón de niños quemados del Hospital Almenara. Sin embargo, inició su carrera oficialmente en 1996. En marzo de 2001, fundó Twister Magic en Miami, la cual llegó a ser proveedora de más de 300 tiendas de magia en los Estados Unidos y alrededor del mundo, además de ofrecer clases de ilusionismo. El ilusionista estadounidense David Copperfield adquirió la licencia de dos trucos de la empresa.
En 2005 fue contratado por el Zoológico de Miami para presentar el espectáculo Animagic, el cual se presentó durante un año. En 2006 es contactado el parque de diversiones Universal Studios en Orlando como ilusionista por el lapso de un año. En 2007, Iglesias ganó el Grand Prize Stage Award de la convención Magic on the Beach junto a su partenaire Roxy, siendo posicionado como el número uno de Florida. En 2008 obtuvo el primer puesto en el Campeonato Nacional de Magia Argentino, realizado el 1 de marzo de 2008 en el Teatro Empire de Buenos Aires.
Desde 2008 hasta 2013, formó parte del elenco del programa de televisión Nítido, transmitido por la cadena Telemundo Internacional, siendo conductor de su propio segmento de magia llamado Magia nítida.
En 2010, George fue seleccionado para formar parte del programa La grande illusion autour du monde (en español: La gran ilusión alrededor del mundo), difundido por Canal+, desde las playas de South Beach. En este especial George tuvo la oportunidad de realizar actos originales de ilusionismo compartiendo con otros magos como Franz Harary (Discovery Channel) y Marco Tempest (Travel Channel).
En 2014, George se casó con Giuliana Zevallos, ex Miss Perú, con quien llegó a tener un hijo llamado Fabricio.
En el 2015 publicó su primer libro #ElMagoSoyYo, el primer libro de magia en el Perú, con el apoyo de Grupo Planeta, en el cual incentiva el aprendizaje de la magia a niños y adultos a nivel nacional.
En 2016, fue contactado por la realizadora Lionsgate Films, para comprar los derechos de uno de sus inventos mágicos, el "Popcorn Machine" para su utilización en el Avant Premiere de la película Now You See Me 2, así como para su uso en el video oficial de promoción de la película en redes sociales. El 1 de junio del mismo año, junto al actor Christian Ysla, participó en un espectáculo de magia y comedia, El mago soy yo... también, en el Centro Cultural PUCP, en celebración de sus 20 años de trayectoria.
En agosto de 2017, George formó parte del evento Masters of Illusion - Believe the Impossible, en donde se presentó junto con 6 de los mejores magos del mundo llegados desde Las Vegas, para realizar una producción, en donde George fue el anfitrión en representación del Perú en el Auditorio del Pentagonito de San Borja.
En febrero de 2018, participa en la quinta y sexta temporada del programa de The CW, Masters of Illusion, en donde presentó algunas de sus creaciones en representación del Perú. Las grabaciones se realizaron en el un teatro de Los Ángeles, en California. Hasta el momento, George es el único ilusionista peruano y latinoamericano en ser seleccionado para el programa. Tiempo después, lanzó al mercado peruano su nueva línea de juguetes con la marca "Twister Magic Toys", con las cajas de magia del Mago George, las cuales vienen en seis modelos diferentes. Estos juguetes los presentó en la Feria Navideña del Jokey, que se realizó en el Centro de Exposiciones del Hipódromo de Monterrico, del 14 al 25 de diciembre.
En abril de 2019, 2018 y 2017, fue invitado a representar al Perú y presentarse en el Festival de Magia “Las 4 Fs (FFFF)” en Nueva York, formando parte de la élite de los 250 magos más importantes del mundo.

En febrero de 2018, George realizó un show y dictó una conferencia en “The Magic Circle” de Londres, también conocido como el club privado del príncipe Carlos de Inglaterra, donde se dan cita a los magos y personalidades famosas más importantes del Reino Unido. Luego de ese show del mago peruano, inició un tour por Inglaterra, Gales y Escocia.

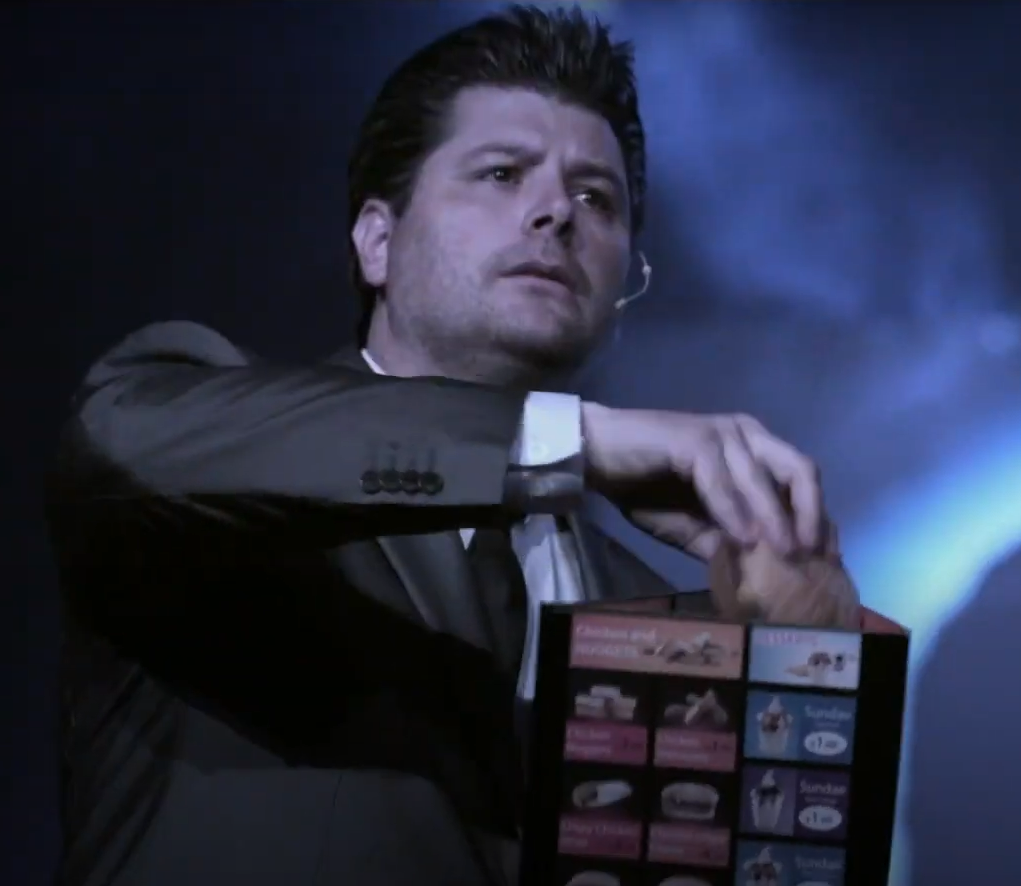
El mago George en 2020, presentando su truco de magia Food to Go 2.0.

En julio de 2020, se estrena el programa de televisión El asombroso mundo de George por TV Perú, el cual estuvo dirigido especialmente al público infantil y fue presentado por él mismo.
Desde abril de 2021, presenta el programa de televisión de entretenimiento juvenil, La voz cantante, de TV Perú, junto a la actriz Stephanie Orúe y la cantante Katy Jara.

## Créditos

### Telenovelas
| Título              | Año  | Rol              | Difusión                | Notas          | Ref.   |
| ------------------- | ---- | ---------------- | ----------------------- | -------------- | ------ |
| Procura amarme más  | 1999 | Claudio          | Panamericana Televisión | Rol secundario | [ 19 ] |
| La viuda de Blanco  | 2006 | Ovidio           | Telemundo Internacional | Rol episódico  | [ 20 ] |
| Dame chocolate      | 2007 | Desconocido      | Telemundo Internacional | Rol episódico  | [ 19 ] |
| Pecados ajenos      | 2008 | Jonathan «Jhony» | Telemundo Internacional | Rol episódico  | [ 20 ] |
| El rostro de Analía | 2008 | Payaso           | Telemundo Internacional | Rol episódico  | [ 20 ] |

### Programas de televisión
| Título                             | Año       | Difusión                | Notas       | Ref.   |
| ---------------------------------- | --------- | ----------------------- | ----------- | ------ |
| Nítido                             | 2008-2012 | Telemundo Internacional | Presentador | [ 9 ]  |
| La grande illusion autour du monde | 2010      | Canal+                  | Presentador | [ 8 ]  |
| Masters of Illusion                | 2018      | The CW                  | Presentador | [ 16 ] |
| El asombroso mundo de George       | 2020-2021 | TV Perú                 | Presentador | [ 17 ] |
| La voz cantante                    | 2021      | TV Perú                 | Presentador | [ 18 ] |

### Teatro
| Título                                       | Año  | Recinto               | Ref.   |
| -------------------------------------------- | ---- | --------------------- | ------ |
| El mago soy yo... también                    | 2016 | Centro Cultural PUCP  | [ 13 ] |
| Masters of Illusion - Believe the Impossible | 2017 | Auditorio Pentagonito | [ 14 ] |

### Libros
- El mago soy yo. Grupo Planeta. 22 de junio de 2015. ISBN 978-612-319-004-0.

## Premios
| Año  | Categoría               | Otorgado por                      |
| ---- | ----------------------- | --------------------------------- |
| 2008 | Campeón de magia        | Congreso Argentino de Ilusionismo |
| 2009 | Premio a la creatividad | FISM                              |